# San Bassano
San Bassano ist eine norditalienische Gemeinde (comune) mit 2075 Einwohnern (Stand 31. Dezember 2023) in der Provinz Cremona in der Lombardei. Die Gemeinde liegt etwa 20,5 Kilometer nordwestlich von Cremona.